# 1819 Laputa
Az 1819 Laputa (ideiglenes jelöléssel 1948 PC) a Naprendszer kisbolygóövében található aszteroida. Ernest Leonard Johnson fedezte fel 1948. augusztus 9-én.